# Tuariki Delamere
Tuariki John Edward Delamere (Papakura, Nova Zelândia, 9 de dezembro de 1951) é um político e ex-atleta neozelandês. Como político, ele serviu como membro do Parlamento da Nova Zelândia de 1996 a 1999 e foi membro do Gabinete durante seu mandato.

## Carreira como Atleta
Como atleta, ele utilizava o nome John Delamere, e teve um relativo sucesso, estabelecendo recordes nacionais no salto em distância e no salto triplo, e representando a Nova Zelândia nesses eventos nos Jogos da Commonwealth de 1974 em Christchurch.
Apesar disso, ele tornar-se-ia notório por utilizar uma técnica no salto em distância que acabou se tornando proibida por ter sido considerada perigosa demais. A técnica inovadora inventada por Delamere foi chamada por ele de “cambalhota”, mas ficaria conhecida como "Delamere's Flip" (algo como "salto mortal de Delamere"). A técnica utilizada, uma espécie de salto mortal para frente, é mais eficiente mecanicamente, pois o ângulo de repulsão durante esse salto torna-se maior. Se sua técnica não tivesse sido proibida, este teria sido o primeiro avanço significativo no salto em distância em mais de 50 anos, tendo o mesmo impacto que a inovadora técnica de Fosbury trouxe ao salto em altura.

### Delamere's Flip - A técnica inovadora, e proibida
A ideia de tentar um salto mortal nas provas de salto em distância surgiu no inverno de 1974, depois de Delamere retornar dos Jogos da Commonwealth em Christchurch, Nova Zelândia, em 1974, onde terminou a competição no nono lugar. Para tentar melhorar sua performance, ele começou a ler sobre biomecânica esportiva.
No livro "Track and Field Dynamics" (autoria de Tom Ecker), de 1971, Delamere aprendeu que o movimento natural do corpo em um salto é seguir o movimento para frente, então se você virar uma cambalhota para frente, o salto fica mais eficiente. Quando os saltadores em distância saltam, eles começam a girar naturalmente para a frente em torno de sua barriga, que se torna como um ponto de apoio. É por isso que os saltadores devem inclinar ligeiramente a parte superior do corpo para trás para permanecerem em pé quando saltam.
Depois de conversar com o professor de biomecânica da Universidade Estadual de Washington (a qual ele estudava), ele começou a treinar o movimento de cambalhotas na relativa segurança do salto com vara.
Depois de apenas 3 semanas treinando cambalhotas, ele usou a técnica do salto mortal nas provas de salto em distância em competição pela primeira vez no "Pacific 8 Track and Field Championship" em maio de 1974. Embora tenha fincado seus pés na areia a uma distância de 8,40 metros (o que lhe daria o recorde mundial, à época), foram suas mãos que o traíram, colocando-as na areia, o que fez com que o salto fosse contabilizado como "7,70 metros". Mesmo assim, esse resultado o faria terminar empatado com o recordista olímpico Randy Williams, da Universidade do Sul da Califórnia, durante o campeonato, se o seu salto não tivesse sido "invalidado" por ter sido considerado fora das regras. Alguns meses mais tarde, a Federação Internacional de Atletismo proibiu qualquer rotação durante o salto em distância, por ser perigosa para a saúde dos atletas. Esta restrição permanece em vigor até hoje.
Tom Ecker, professor de biomecânica e autor do livro "Track and Field Dynamics", onde foi um dos primeiros a propor a técnica na década de 1970, contestou a decisão da Federação Internacional de Atletismo de proibir esse tipo de salto. Em uma entrevista à Sports Illustrated em 1974, ele disse: “Não creio que haja perigo algum. O pior que um cara poderia fazer seria cair de costas”. Delamere segue a mesma linha. Para ele “se é perigoso e você precisa proibi-lo, então é melhor proibir completamente a ginástica”.

## Outras Atividades
Delamere serviu no Exército dos Estados Unidos de 1974 a 1978. Ele foi contador em Fort Leonard Wood, Missouri e mais tarde juntou-se à equipe da Academia Militar dos Estados Unidos em West Point, Nova York. Depois de deixar os Estados Unidos, Delamere trabalhou como diretor financeiro da Polynesian Airlines. Ele também ocupou vários cargos burocráticos.